# Flûte basse
La flûte basse est un membre de la famille des flûtes. Cette flûte est en do et sonne une octave en dessous de la flûte traversière. Les partitions qui lui sont destinées sont écrites en clé de sol et elle n'est pas considérée comme un instrument transpositeur. À cause de la longueur de son tube, environ 146 cm, elle est en principe fabriquée en forme de "J" pour permettre au musicien d'atteindre l'embouchure. Cette flûte est en pratique utilisée principalement dans les œuvres en solo, les petits ensembles instrumentaux et dans les chœurs de flûtes car en orchestre, sa puissance sonore assez faible est couverte  par celle des instruments ayant le même registre, notamment la clarinette dont le timbre est assez proche.

## Autre nom
Avant le milieu du XXe siècle, le terme flûte basse était parfois utilisé, surtout au Royaume-Uni, pour désigner la flûte alto (voir la partie de flûte basse en sol dans Les Planètes de Gustav Holst et de nombreuses œuvres de Benjamin Britten.
En 1910, Abelardo Albisi (en) invente une flûte basse connue sous le nom d'albisiphone qui est utilisée dans les œuvres de Pietro Mascagni et Riccardo Zandonai parmi d'autres compositeurs au cours de la première moitié du 20e siècle.
La "flûte basse en fa" produite par Kotato & Fukushima est une flûte contralto (en).

## Tessiture et facture

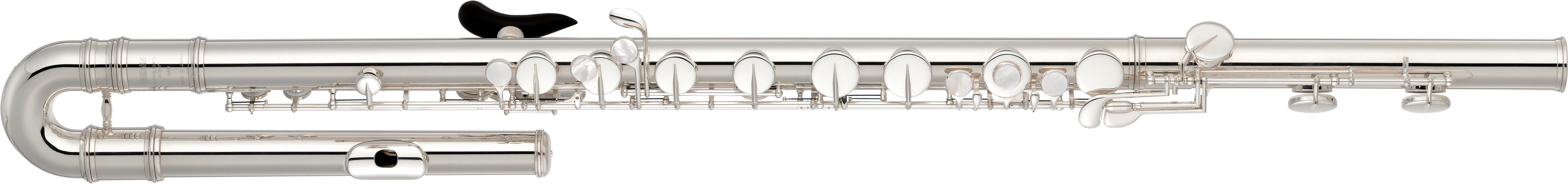
Flûte basse horizontale coudée

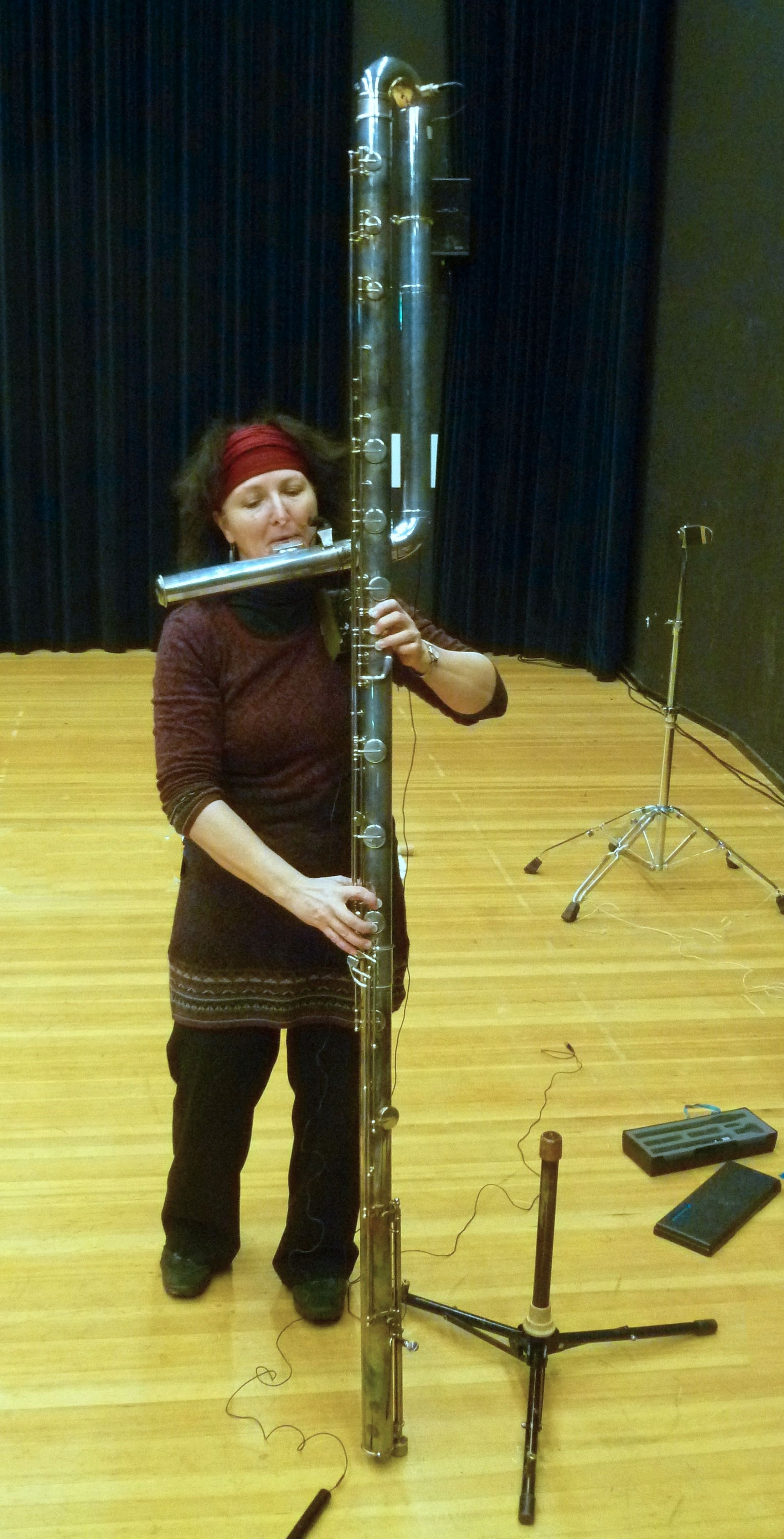
Une flûte contrebasse

La tessiture de cette flûte va du do2, une octave en dessous du do médium (do3), au do5, deux octaves au-dessus du do médium. Cette tessiture est celle de l'alto, l'ambitus de trois octaves étant cependant un peu plus limité dans le suraigu.
Les partitions pour flûtes basses sont écrites une octave au-dessus de la sonorité de cette flûte ce qui correspond à la tessiture des flûtes de concert (do3 au do6).
La sonorité de l'octave grave est faible avec un timbre proche de celui de la clarinette. L'octave médium est plus flûté et sa sonorité moins sourde. Plusieurs notes au-dessus du ré5 sont d'émission délicate et nécessitent des doigtés différents de ceux des flûtes soprano et alto.
Les flûtes basses sont généralement fabriquées en maillechort ou en argent. Il en existe en matière synthétique plus légère.
Elles possède souvent des clés de trille qui permettent au musicien de stabiliser certaines notes instables du milieu du registre ainsi que de triller d'autres notes impossibles à jouer autrement. Kotato a abordé le problème du poids des flûtes basses en concevant une tige en graphite qui se visse sur la face inférieure de l'instrument et qui repose alors sur le siège entre les jambes du musicien. Des piques réglables ont aussi été développées par Jeff Amos. D'autres facteurs ont ajouté un support pour le pouce gauche (crutch en anglais) qui aide à porter l'instrument.
La flûtiste néerlandaise Eva Kingma a créé un modèle vertical de flûte basse, qui permet au poids de l'instrument d'être supporté par le sol.

## Répertoire
Voici une liste non exhaustive de quelques œuvres composées pour flûte basse :
- Stone Suite de Sonny Burnett
- Karuna de Bill Douglas
- Mnemosyne pour flûte basse et bande magnétique de Brian Ferneyhough
- Ellipse et Shadow Lines de Lorenzo Ferrero
- Two for Two de Katherine Hoover
- She Cried de Shiva Feshareki
- Archelogos II de Sophie Lacaze,
- Lamento a la muerte de Raúl Lavista pour flûte basse solo de Mario Lavista
- Moss Garden pour flûte basse et bande de Michael Oliva,
- Baikal Journey de Catherine McMichael
- Secrets of the Sahara d'Ennio Morricone
- Obstinato et Scareso de Mike Mower
- Ethers pour flûte basse solo et petit ensemble de Tristan Murail
- Inwards (1998), composition pour flûte basse et live-electronics de John Palmer[4]
- Le Concerto pour flûte : Dances with the Winds de Einojuhani Rautavaara présente la singularité d'utiliser quatre flûtes différentes pour la partie soliste, dont la flûte basse dans les mouvements 1 et 4 en alternance avec la grande flûte en ut, tandis que le mouvement 2 utilise le piccolo et le mouvement 3 la flûte alto
- A Small Sonata for a Large Flute de Gary Schocker
- Zoli de Marc Tweedie, écrit pour la flûtiste Carla Rees

Une flûte basse est utilisée dans le Concerto pour alto de Jörg Widmann.
Le sixième mouvement de la Suite for Flute and Jazz Piano Trio de jazz de Claude Bolling, "Versatile", requiert que le soliste joue la mélodie d'ouverture à la flûte basse. La composition "Crippled Symmetry" de Morton Feldman comporte une partie pour la flûte basse, tout comme l'œuvre tardive "Seven2" de John Cage. L'opéra de Hans Pfitzner, Palestrina (1917), comporte une partie de flûte basse en do. Une autre pièce mettant en valeur la flûte basse est "The Frozen Cathedral" (2013) John Mackey (en) dans deux sections distinctes de la pièce.
Des études commencent à être écrites pour cet instrument, pour travailler la manière de porter la flûte, la technique de doigts, le contrôle du souffle... Peter Sheridan, spécialiste des flûtes basses, a commandé et arrangé de nouvelles compositions dans ce domaine, notamment un ensemble d'"' études pour flûtes basses" de Hilary Taggart.

## Emploi dans le jazz et autres styles
Une poignée de musiciens de jazz ont utilisé la flûte basse, notamment le flûtiste Jeremy Steig, dans son album  Temple of Birth (en) en 1975, les saxophonistes Henry Threadgill, Brian Landrus, et James Carter, et le batteur Ronald Shannon Jackson qui jouait occasionnellement de la flûte basse comme second instrument. Hubert Laws joue de la flûte basse dans son enregistrement de Amazing Grace, dans lequel il joue le premier couplet à la flûte basse, le deuxième à l'alto et le troisième au soprano. Steig a ensuite utilisé la flûte contralto en fa de Kotato & Fukushima .
Dans la musique électronique, Jack Dangers a parfois utilisé la flûte basse en tant que leader du groupe Meat Beat Manifesto.
Une flûte basse est présente dans la partition de George Bruns pour la musique  du film Le Livre de la jungle et dans la musique de l'attraction Pirates des Caraïbes des parcs Disney.
L'œuvre la plus connue mettant en valeur la flûte basse est sans doute l'album Wave d'Antônio Carlos Jobim sorti en 1967.

## Sources
- (en) Cet article est partiellement ou en totalité issu de l’article de Wikipédia en anglais intitulé « Bass flute » (voir la liste des auteurs).
- (en) Peter van Munster, Repertoire Catalogue for Piccolo, Alto Flute and Bass Flute, Roma: Riverberi Sonori, 2004
- (en) The Alto and Bass Flute Resource Guide publié par Falls House Press